# 楠泰
楠泰（法語：Nantey，法語發音：[nɑ̃tɛ]）是法国汝拉省的一个旧市镇，属于隆斯勒索涅区。2016年，楠泰与市镇瓦勒代皮、弗洛朗蒂亚和瑟诺合并为新的瓦勒代皮。

## 地理
楠泰（46°24'31"N, 5°23'57"E）面积6.5 平方千米，位于法国勃艮第-弗朗什-孔泰大區汝拉省，该省份为法国东部内陆省份，北起上索恩省，西北接科多尔省，西临索恩-卢瓦尔省，南至安省，东与杜省和瑞士接壤。
与楠泰接壤的市镇（或旧市镇、城区）包括：图瓦西亚、昂德洛-莫尔瓦勒、瓦勒代皮、弗洛朗蒂亚、莱特鲁瓦堡、瑟诺、圣让代特勒、楠莱圣阿穆尔。
楠泰的时区为UTC+01:00、UTC+02:00（夏令时）。

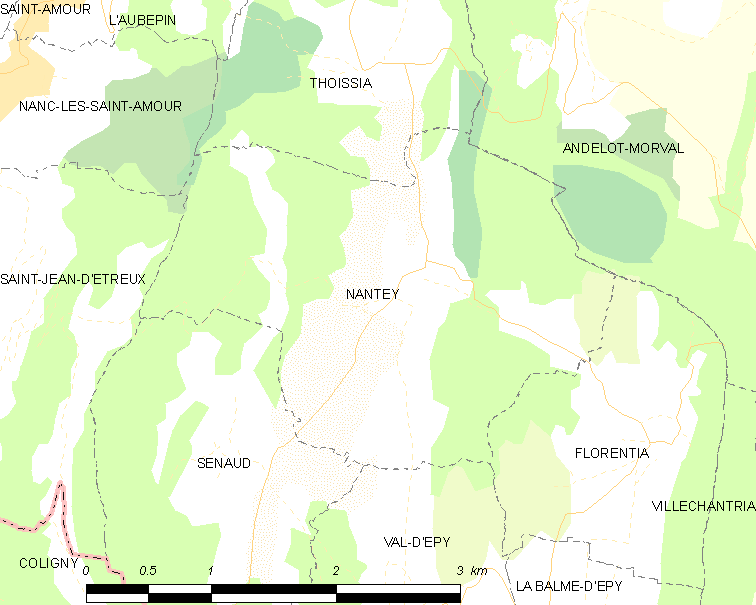
楠泰的OSM定位图

## 行政
楠泰的邮政编码为39160，INSEE市镇编码为39382。

## 政治
楠泰所属的省级选区为圣阿穆尔县。

## 人口

1962-2008年间楠泰人口变化图示

楠泰于2018年1月1日时的人口数量为61人。